# Franc Horvat (politik)
Franc - Feri Horvat, slovenski gospodarstvenik, politik, poslanec in ekonomist, * 26. september 1941, Kuštanovci, † 31. julij 2020, Murska Sobota.

## Življenjepis
Leta 1965 je diplomiral na VEKŠ v Mariboru. Bil je dolgoletni direktor Radenske (1975-86), kjer je bil zaposlen že od 1963, kot generalni direktor je uvedel sodobno tehnologijo, nove izdelke in zasnoval program zdraviliškega turizma. Od 1986 je bil podpredsednik poslovodnega odbora Ljubljanske banke v Ljubljani, 1989-91 zvezni sekretar za ekonomske odose s tujino v Zveznem izvršnem svetu ("Markovićeva vlada"), nato podpredsednik in predsednik Gospodarske zbornice Slovenije. V letih 1974-86 je bil podpredsednik Evropskega združenja za naravne mineralne vode. V samostojni Sloveniji je bil skoraj 16 let (1992-2008) poslanec Državnga zbora RS in v letu 2004 tudi njegov predednik.
Leta 1992 je bil kot kandidat SDP (kasneje SD) izvoljen v 1. državni zbor Republike Slovenije; v tem mandatu je bil član naslednjih delovnih teles:
- Odbor za gospodarstvo (predsednik),
- Odbor za kmetijstvo in gozdarstvo,
- Odbor za finance in kreditno-monetarno politiko in
- Komisija za evropske zadeve.

Franc Horvat, član stranke Socialnih demokratov, je bil leta 2004 četrtič izvoljen v Državni zbor Republike Slovenije; v tem mandatu je bil član naslednjih delovnih teles:
- Odbor za gospodarstvo (predsednik),
- Odbor za finance in monetarno politiko in
- Odbor za zadeve Evropske unije.

Istega leta je za nekaj mesecev postal tudi predsednik Državnega zbora Republike Slovenije; potem ko je na tem položaju zamenjal Boruta Pahorja, ki je bil izvoljen za evropskega poslanca.